# 羅馬元老院

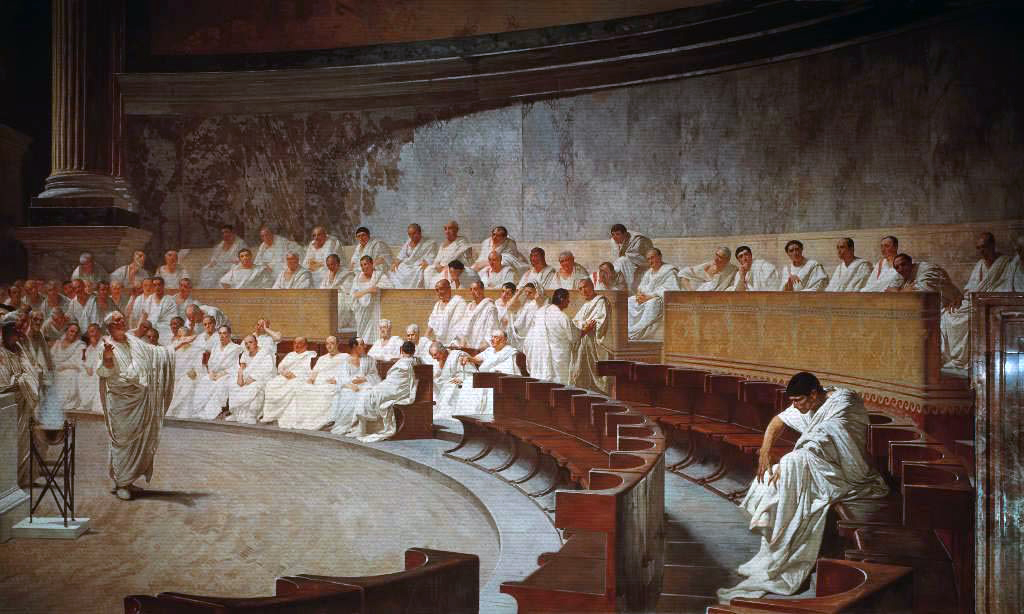
羅馬元老院一次會議裡，西賽羅攻擊喀提林之景，其為一幅十九世紀的壁畫。值得注意的是，中世紀的理想主義和隨後對元老院會議的藝術描繪幾乎都是不準確的。绘圖通常顯示議員們圍成一個半圓形，在一個開闊的空間裏，演說家被認為是站著的；事實上，現存的元老院議事堂的結構可以追溯到戴克里先皇帝時期，它的現有形式顯示，議員們坐在其內部的任何一邊都是直線和平行的。在當前媒體對電影的描述中，這一點在《罗马帝国沦亡录》中得到了正確的體現，而在《斯巴达克斯》中則是錯誤的。元老院議事堂建成後，元老院曾在龐貝劇場召開會議，而尤利烏斯·凱撒在那裡遇害的事實可能造成了這種誤解

羅馬元老院（拉丁語：Senātus Rōmānus）也稱作長老院，是古羅馬的一個審議團體、立法機關，它在羅馬共和国與羅馬帝國的政府中扮演着极其重要的角色，掌握统治权、否決權，拥有批准、认可、起草法案，批准当选的最高官吏，包括財務官、執政官、治安官、監察官、裁判官、獨裁官、市政官、保民官、司法官、大法官、大祭司，管理财務、內政、外交、军事等權利，為現代上議院的雛形。

## 词源
元老院的拉丁语“Senatus”來自拉丁字“senex”（老人或長者）；西賽羅曾說，“Senate”是公众事物（res publica）的引導者、辯護者和捍衛者。

## 奠基
傳統認為，元老院最初由羅穆路斯——神話中羅馬的創立者所建立，作為諮詢議會。元老院起初包括一百位家族的首領，稱為Patres（父老），其後演變出貴族一詞。在羅馬共和國剛成立的時候，卢基乌斯·尤尼乌斯·布鲁图斯（根據傳說）把元老的數目增加至三百名，由於他們是被布魯圖斯新召入元老院，他們也被稱為Conscripti（新進的人員）。於是元老院的成員由初時被稱為「各位父老及各位新進」Patres et Conscripti，逐漸地變為Patres Conscripti（各位元老）。

## 職權
羅馬的人口分為兩個階級，元老院與羅馬人民（其縮寫是著名的SPQR）：羅馬人民包含所有羅馬公民而不是元老院成員的人，例如平民及無產階級。透過百人會議、部族會議以及平民會議，羅馬人民獲得了國內既定的權力。不同於普遍的看法，元老院不屬於立法機構，元老院的議決不過是對法律訴訟的建議，在本質上不是法律。立法實權已授予給上述的幾個會議，它們不但奉行元老院的建議，也負責選舉城市的行政官員。
儘管如此，元老院在羅馬的政體中還是握有可觀的職權（auctoritas）。身為羅馬的化身，這個官方團體負責派遣及接待代表城市的使者，指派官員去管理公共土地（包括行省的省長），指揮軍隊以及分配公共資金。元老院也有任命城市執政官或在戰爭等緊急狀態下提名獨裁官的權力。在共和國的晚期，元老院透過依靠元老院議決捍衛共和（senatus consultum de republica defendenda），達到了避免獨裁官任命的目的。這議決宣佈戒嚴法，以及給執政官權力去「留心著共和應該不受到傷害」（take care that the Republic should come to no harm），根據西塞羅的第一次反喀提林（In Catilinam）演說。

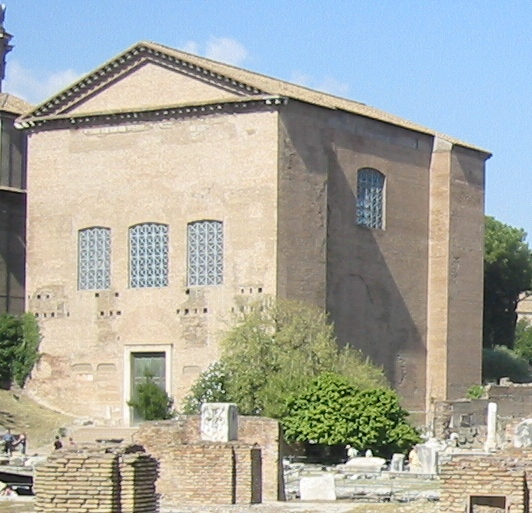
羅馬元老院的遺址

元老院的運作類似於百人會議與部族會議，但因其受宗教約束而有别於平民會議。它只能在獻祭的神殿開會，通常在霍斯提里烏斯會所（新年第一天的慶典，是在邱比德神殿，戰爭會議則在柏洛娜神殿召開），之後會議只能夠在祈禱禮、獻祭及占卜舉行之後進行。元老院每天只能在日出與日落之間開會，而且不能在其它會議進行時開會。

## 成員資格
在中期與晚期的共和國，元老院具有三百名成員左右。如果某一位元老被認為犯下了違反公共道德的行為，其身份資格可被監察官剝奪。通常所有的地方行政官—包括財務官，市政官（分為「有座椅資格」及「平民」兩級），裁判官，以及執政官都可成為元老院的一員。但是並非所有元老都曾經當過官，他們被稱為「無票決權元老」（senatores pedarii），而且沒有發言權。這一制度使得貴族與平民一同掌控了元老院，他們能夠較容易取得發言權以及提升自己在晉升體系中的地位。

## 共和國晚期
極端的保守派系在共和國晚期出現了，他們輪流被瑪爾庫斯·埃米里烏斯·司考路斯，克溫圖斯·路泰提烏斯·加圖路斯，瑪爾庫斯·卡爾普爾尼烏斯·比布路斯與小加圖所領導，他們稱自己為「boni」（好人）或貴人派。社會因為貴人派和新興的平民派之間的黨派鬥爭而緊張化，這些鬥爭亦透過國內狂怒，暴力與殘酷的公民鬥爭而變得越來越明顯。貴人派的成員包括卢基乌斯·科尔内利乌斯·苏拉與格奈乌斯·庞培，反之盖乌斯·马略、卢基乌斯·科尔内利乌斯·秦纳與尤利烏斯·凱撒皆是平民派。然而，平民派與貴人派的稱號並非如想像中那樣具體，而且政客們可以常常轉換派系。

## 階級制度
執政官會每月輪流作為元老院主席，第一元老則會作為議場的領導人。如果兩位執政官同時缺席（通常因為戰爭），資深的行政官，大多數是裁判官，會扮演主席角色。在元老院中籌劃工作本來是執政官職責，不論是自己動議或是向元老徵求他們對某個特定議題的意見，但當執政官缺席時這便變成第一元老的工作。在元老院會議中，第一元老會最先發言，而所有具備發言權的人都要嚴格遵守一條規律，平民的發言一定要在同等地位的貴族發言之後。

## 值得注意的慣例
這裡的辯論基於發言權的尊重，故時間是沒有限制的，而且現在被稱為冗長辯論的慣例是當時常用的招數（這慣例今天成為大部分民主國家的議會的常見手法）。有關瑣碎事情的選舉可靠發言或者舉手等方式投票，但是重要的或官方的動議要靠議場分區來決定。事務一定要由一群被選出來的人執行，但是外人不會知道當中有多少是元老院中的議員。元老院會被分成十人團區，各自由一位貴族領導（因此在任何時間都必須有至少三十位貴族元老議案才會有效）。原則上，元老是禁止在外從事與土地權益無關的生意，但是這原則時常被忽視。

## 衣著的款式
所有元老都有資格戴上元老指環（起初時是鐵鑄的，後來用黃金。古老的貴族，例如尤利烏斯·凱撒家族，繼續戴鐵指環至共和國末期），及穿著tunica clava，一種長達膝蓋的短袖束腰外衣，在右肩上帶著一條五英吋（13公分）寬的紫色條紋（latus clavus）。「無票決權元老」（senator pedarius）則穿白色長袍（toga virilis，也叫toga pura），沒有裝飾。而曾經擔任有座椅資格的元老有權利去穿「鑲紫紅邊白長袍」（toga praetexta）。同樣地，所有的元老都穿緊褐紅色的皮靴，但只有曾有座椅資格的元老才可添加半月形的帶扣。

## 騎士經濟階級
所有的元老曾都屬於騎士（在英文的著作中稱為equite），直到前123年蓋烏斯·顯普洛尼烏斯·格拉古立法將這兩個階級分開，并将後者定為騎士經濟階級。在羅馬的政治中，騎士經濟階級的成員都擁有強大的富豪政治力量，且他們的商業活動是不受限制的。元老的兒子以及其它元老家族的非元老成員都被納入騎士經濟階級，他們有權穿有紫色條紋的短袖束腰外衣作為他們本來屬於元老院一員的象徵。

## 衰落
公元前45年，在凱撒任獨裁官期間，他個人創建了一種不同的制度，刻意把元老增加至900名，並令許多擁有拉丁或意大利背景的羅馬公民在院中佔一席位，亦使得他那些在內戰中表現英勇及忠誠支持者成為了元老，並奪去那些固執保守派和貴人派在院中的權力。凱撒的改革使元老院在元首制之下變得虛有其表，雖然在羅馬帝國的政治體系中仍然佔一席之地，但其重要性已不可同日而語，變成有如橡皮圖章的拍手機構。
元老院在西羅馬帝國末期還存在著，476年西罗马帝国灭亡，它有記載的最後議案是在578年至580年間派遣兩位使者至提貝里烏斯二世·君士坦丁在君士坦丁堡的皇宮，他们向皇帝上贡了3,000磅的黄金，并期望皇帝能帮助他们抵抗伦巴底日耳曼人。603年，元老院宣认了福卡斯皇帝以及其皇后的地位，这也是元老院最后一次在历史上被提到。630年，元老院议事堂被罗马教宗和诺理一世改为教堂，这一行为获得了皇帝希拉克略的许可。
與此同時，拜占廷帝国的君士坦丁一世在君士坦丁堡已經建立了一個類似的元老院。该元老院在希腊文中被称为“辛克利托斯”（希臘語：Σύγκλητος，Συν+καλέω，「共同召集」之意）。

## 註腳
1. 1 2  Levillain（2002年），第1047页
2. ↑  Richards（1979年），第246页
3. ↑  Kaegi（2003年），第196页